# RW Весов
RW Весов (лат. RW Librae), HD 136734 — одиночная переменная звезда в созвездии Весов на расстоянии (вычисленном из значения параллакса) приблизительно 8892 световых лет (около 2726 парсеков) от Солнца. Видимая звёздная величина звезды — от +14,26m до +8,84m.

## Характеристики
RW Весов — красно-оранжевая пульсирующая переменная звезда, мирида (M) спектрального класса K5e:-M5,6e:, или K5-M5,5e, или M5-6e:. Эффективная температура — около 4500 К.